# Prolasius mjoebergella
Prolasius mjoebergella är en myrart som beskrevs av Auguste-Henri Forel 1916. Prolasius mjoebergella ingår i släktet Prolasius och familjen myror. Inga underarter finns listade i Catalogue of Life.